# Río de Oro (vattendrag i Argentina, Chaco)
Río de Oro är ett vattendrag i Argentina.   Det ligger i provinsen Chaco, i den nordöstra delen av landet, 800 km norr om huvudstaden Buenos Aires.
Omgivningen kring Río de Oro består huvudsakligen av våtmarker. Området är  glesbefolkat, med 9 invånare per kvadratkilometer.